# Mareau-aux-Prés
Mareau-aux-Prés – miejscowość i gmina we Francji, w Regionie Centralnym, w departamencie Loiret.
Według danych na rok 1990 gminę zamieszkiwały 1092 osoby, a gęstość zaludnienia wynosiła 82 osoby/km² (wśród 1842 gmin Centre, Mareau-aux-Prés plasuje się na 359. miejscu pod względem liczby ludności, natomiast pod względem powierzchni na miejscu 973.).